# Úplně normální

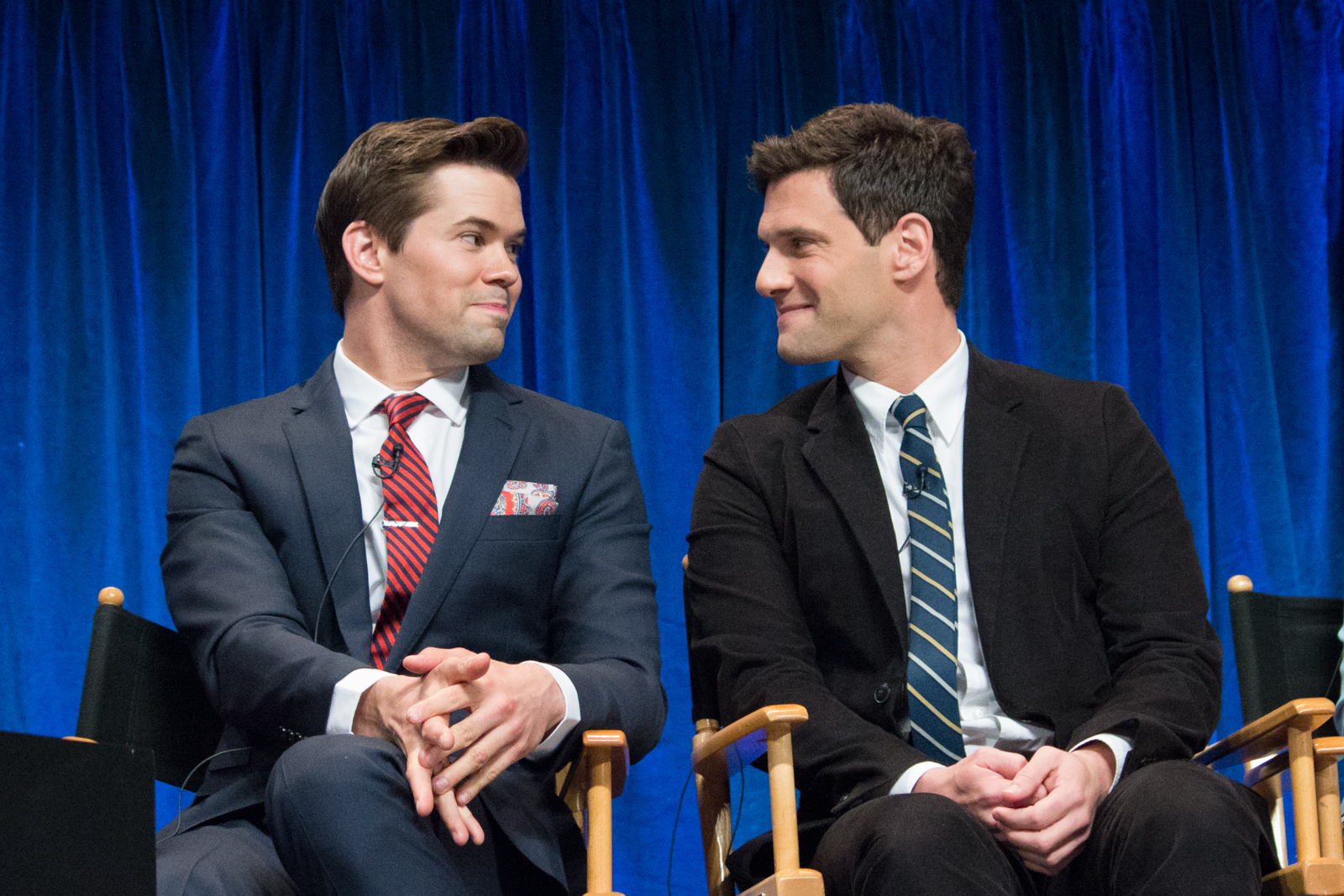
Hlavní postavy Andrew Rannells a Justin Bartha

Úplně normální (v anglickém originále The New Normal) je americký komediální televizní seriál, který v letech 2012–2013 vysílal televizní kanál NBC.

## Děj
Bryan a David tvoří šťastný gay pár z Los Angeles. Oba jsou bohatí, mají úspěšnou kariérou. Jediné, co jim ve svém vztahu chybí, je dítě. Rozhodnou se mít potomka prostřednictvím náhradní matky. Tím poznají Goldie Clemmonsovou z Ohia, která se přestěhuje do jejich domu i se svou 9letou dcerou Shaniou. Goldie je servírka, která opustila svého nevěrného manžela a po přestěhování chce začít nový život. Za ní však proti její vůli dorazí i její babička Jane, která zastává velmi pravicové a konzervativní názory. Přináší tím do společného soužití Bryana, Davida a Goldie nemálo zmatků a hádek.

## Postavy a obsazení
| Justin Bartha        | David Bartholomew Sawyer |
| Andrew Rannells      | Bryan Collins            |
| Georgia King         | Goldie Clemmons          |
| Bebe Wood            | Shania Clemmons          |
| NeNe Leakes          | Rocky Rhoades            |
| Jayson Blair         | Clay Clemmons            |
| Ellen Barkin         | Jane Forrest             |
| Jackie Hoffman       | Frances, Davidova matka  |
| Barry Bostwick       | Marty, Davidův otec      |
| Mary Kay Place       | Colleen, Bryanova matka  |
| Marlo Thomas         | Nancy Niles              |
| Cheri Oteri          | Carla                    |
| John Stamos          | Brice                    |
| Michael Hitchcock    | Gary                     |
| John Benjamin Hickey | otec Michael             |
| Sterling Sulieman    | Clint                    |

## Seznam dílů
- Pilot
- Sofa's Choice
- Baby Clothes
- Obama Mama
- Nanagasm
- Bryanzilla
- The Godparent Trap
- Unplugged
- Pardon Me
- The XY Factor
- Baby Proofing
- The Goldie Rush
- Stay-at-Home Dad
- Gaydar
- Dairy Queen
- Dog Children
- Rocky Bye Baby
- Para-New Normal Activity
- Blood, Sweat and Fears
- About a Boy Scout
- Finding Name-O
- The Big Day